# Medalla commemorativa de la guerra 1914-1918
La medalla commemorativa francesa de la Gran Guerra (francès: médaille commémorative française de la Grande Guerre) sovint anomenada "medalla del poilus", un sobrenom donat als lluitadors de la Gran Guerra.

## Origen
Va ser amb l'esperit de premiar tots els participants en el conflicte que durant la Primera Guerra Mundial van aparèixer diverses iniciatives governamentals i parlamentàries per tal de crear "una marca tangible de participació en la immensa lluita", al costat de "les condecoracions pròpiament dites, que no tots els soldats van poder adquirir". Alexandre Millerand, ministre de la Guerra, va presentar un projecte de llei en aquest sentit el setembre de 1915 . Però va caler esperar al projecte de llei presentat l'11 de juny de 1919 pel govern, aprovat per la Cambra i el Senat, de manera que es va crear la Medalla Commemorativa de 1914-1918 (llei de 23 de juny de 1920). Es concedí a qualsevol soldat o present sota les banderes o a bord dels vaixells entre el 2 d'agost de 1914 i l'11 de novembre de 1918. També s'atorgà als civils que haguessin servit entre aquestes mateixes dates als exèrcits o a l'interior.
El ministre d'Ensenyament Públic i Belles Arts va obrir un concurs econòmic als nombrosos gravadors de l'època i es van presentar 73 models al jurat. Va ser el model del gravador Pierre-Alexandre Morlon el que finalment va ser adoptat. L'acte va tenir una certa repercussió des que L'Illustration, una prestigiosa revista, va il·lustrar el seu article del 29 de gener de 1921 fotografies dels sis models seleccionats.

## Obtenció de condicions

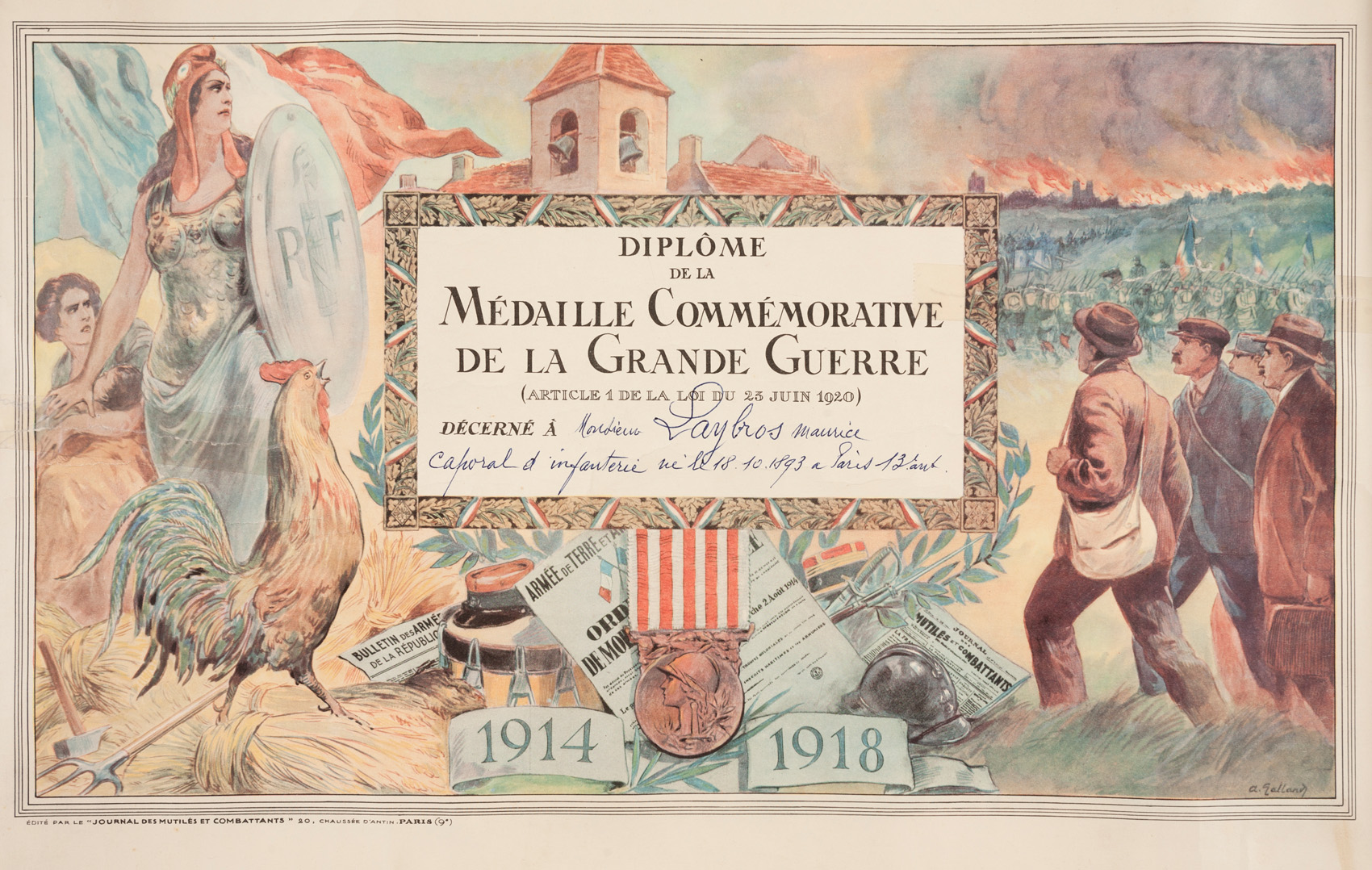
Certificat atorgat a un caporal dels Tirailleurs algériens.

Atorgat per la llei de 23 de juny de 192 en major mesura:
- als soldats i mariners francesos i estrangers presents sota les banderes entre el 2 d'agost de 1914 i el11 de novembre de 1918 ;
- a infermeres, metges, farmacèutics i administradors que van servir a la informació sanitària francesa, als exèrcits o a l'interior, de manera voluntària, entre aquestes mateixes dates;
- a les persones que haguessin prestat servei, durant el mateix període, en les obres que a continuació es designen, acreditades a l'alt comandament francès, sempre que hagin complert les seves funcions durant almenys 6 mesos a la zona de l'exèrcit:
  - obres diverses: cases dels soldats, cantines d'estació, etc.;
  - Cavallers de Colom ;
  - Creu Roja Americana ;
  - seccions de salut de l'automòbil de la Creu Roja francesa i estrangera dels exèrcits francesos.[1]

També s'atorgà la medalla:
- a dones treballadores franceses o estrangeres, durant un període mínim de sis mesos, entre el 2 d'agost de 1914 i el11 de novembre de 1918, com a motoristes, telefonistes i secretaris en les formacions orgàniques dels exèrcits;
- als guàrdies civils, policies i bombers de les ciutats bombardejades, havent complert les seves funcions durant els atemptats;
- als treballadors colonials que estaven emprats a les obres de la Defensa Nacional a França;
- als soldats francesos a l'estranger que, en no haver pogut servir a l'exèrcit francès, es van allistar durant la guerra als exèrcits aliats. Els estrangers han de proporcionar l'autorització del seu govern per donar suport a la seva sol·licitud.[1]

Una instrucció del 20 de gener de 1921 cobria amb detall les nombroses categories possibles de sol·licitants, inclosos els estrangers. La barra « Engagé volontaire » (“Allistats voluntaris”) estava reservada a aquells que, alliberats de tot el servei militar o no sotmesos a convocatòria en un termini de dos anys, es van allistar durant la Gran Guerra.
Per portar la medalla no calia autorització; n'hi havia prou amb que els interessats poguessin justificar, si s'esqueia, els drets adquirits a portar la medalla mitjançant un document que destaqui els seus títols com ara: llibre d'expedient militar, extracte de citació, títol de pensió, quadern, certificat o ordre de servei. , etc.
Els que no disposessin de cap dels documents indicats (militars estrangers, civils, etc. ) havien de fer una sol·licitud i enviar-la al despatx del ministre de Defensa (oficina de decoracions).
Instrucció ministerial de 20 de gener de 1921relatiu a l'aplicació de la llei de 23 de juny de 1920 establint una medalla anomenada “Medalla Commemorativa Francesa de la Gran Guerra”.
Article 2: Els interessats a què es refereix l'article 1 anterior podran portar immediatament la cinta mentre esperen la confecció de la medalla. Hauran de justificar el seu dret a portar la medalla mitjançant un document militar en què consti els seus títols, llibre de registre militar, extracte de citació, certificat de pensions, quadern, certificat o ordre de servei, etc.
No hi ha, doncs, cap diploma oficial que acompanyi aquesta condecoració (un document justificatiu de la participació en el conflicte que serveix de diploma) malgrat això, ens podem trobar amb diversos models de diploma no oficial publicats per diverses organitzacions (per exemple: el diari discapacitats i combatents).
Els únics documents oficials que es poden trobar són les autoritzacions portuàries establertes pel Ministeri de la Guerra o per un regiment per a soldats que ja no disposen dels seus documents acreditatius, soldats d'exèrcits estrangers o civils que van participar en el conflicte (infermeres, secretaris, etc. ) .
Gairebé tots els soldats sota les banderes entre el 2 d'agost de 1914 i el11 de novembre de 1918 estaven condecorats amb aquesta medalla, ho sabien o no i si estava o no marcada en els seus registres de servei militar.

## Disseny
Cinta
La cinta té 36mm d'amplada, i és tallada longitudinalment amb onze franges alternes de color blanc i vermell clar: sis blanques i cinc vermell clar de 3mm.
Medalla
La medalla és rodona, de bronze, amb un diàmetre de 33 mm .
- A l'anvers, una efígie simbòlica, un perfil d'un jove en un relleu, enèrgic i seriós, representa França casc amb el bourguignotte, (és a dir, el casc utilitzat durant la guerra de 1914-1918), un coll modern, la mà esquerra sostenint una espasa antiga sota l'empunyadura de la creu. Reposat a la línia de les espatlles, un feix de branques de llorer que s'aixequen per posar un discret brodat de glòria sobre el metall del casc. També hi ha fulles de llorer barrejades amb fulles de roure que, a la part superior, uneixen la medalla a la fiança que ha de rebre la cinta.

Al revers, la inscripció République Française envolta les paraules: Grande Guerre 1914-1918.
Àgulla
En bronze, fet de branques d'alzina, fixat a la part superior de la medalla, aquesta fiança és l'amplada de la cinta, que és força excepcional.
Barreta
Qualsevol barra que porti les paraules " Engagé volontaire està feta de metall blanc.
 Va ser portada per tots els que tenien aquest dret fins a la creació de la Creu del combatent voluntari de 1914-1918 el 4 de juliol de 1935.